# Vilhelm Gabriel Poppius
Vilhelm (Ville) Gabriel Poppius, född 26 mars 1867 i Nurmes, död 7 juni 1939 i Brändö villastad, var en finländsk generaldirektör.
Poppius blev student vid svenska normallyceum 1886 varefter han blev extra kammarskrivare vid tullstyrelsen 1888. Han erhöll högre rättsexamen 1890 och blev samma år auskultant vid Viborgs hovrätt. Han blev kammarskrivare vid den finska tullstyrelsen 1892 och biträdande kamrer 1900. Han tjänstgjorde som advokat i Helsingfors 1894–1902 och blev tullförvaltare vid Kuopios tullkammare 1904. Poppius blev överkamrer vid tullstyrelsen 1918 och var därefter generaldirektör för tullstyrelsen 1918–1935.
Poppius var Finlands representant vid antismugglingskongresser och tullförhandlingar, bland annat den territorialvattenkonferens med Sovjetunionen som stipulerades vid freden i Dorpat. Han var sakkunnig i FN:s trafik- och sjöfartskommission i Genève 1930. Poppius publicerade artiklar angående tulladministration och bekämpande av smuggling.
Han var ledamot av kommunfullmäktige i Kuopio 1907–1913 och 1915–1917. Han var styrelseledamot i Kuopio Sparbank 1908–1917 och bankens styrelseordförande från 1912.
Han belönades bland annat med Finlands Vita Ros' orden av 1:a klass och den svenska Vasaorden av 1:a klass 1927.
Han gifte sig 1892 med Olga Vilhelmina Finne (1866–1939) med vilken han bland andra fick sonen Uolevi Poppius.